# Лунные часы

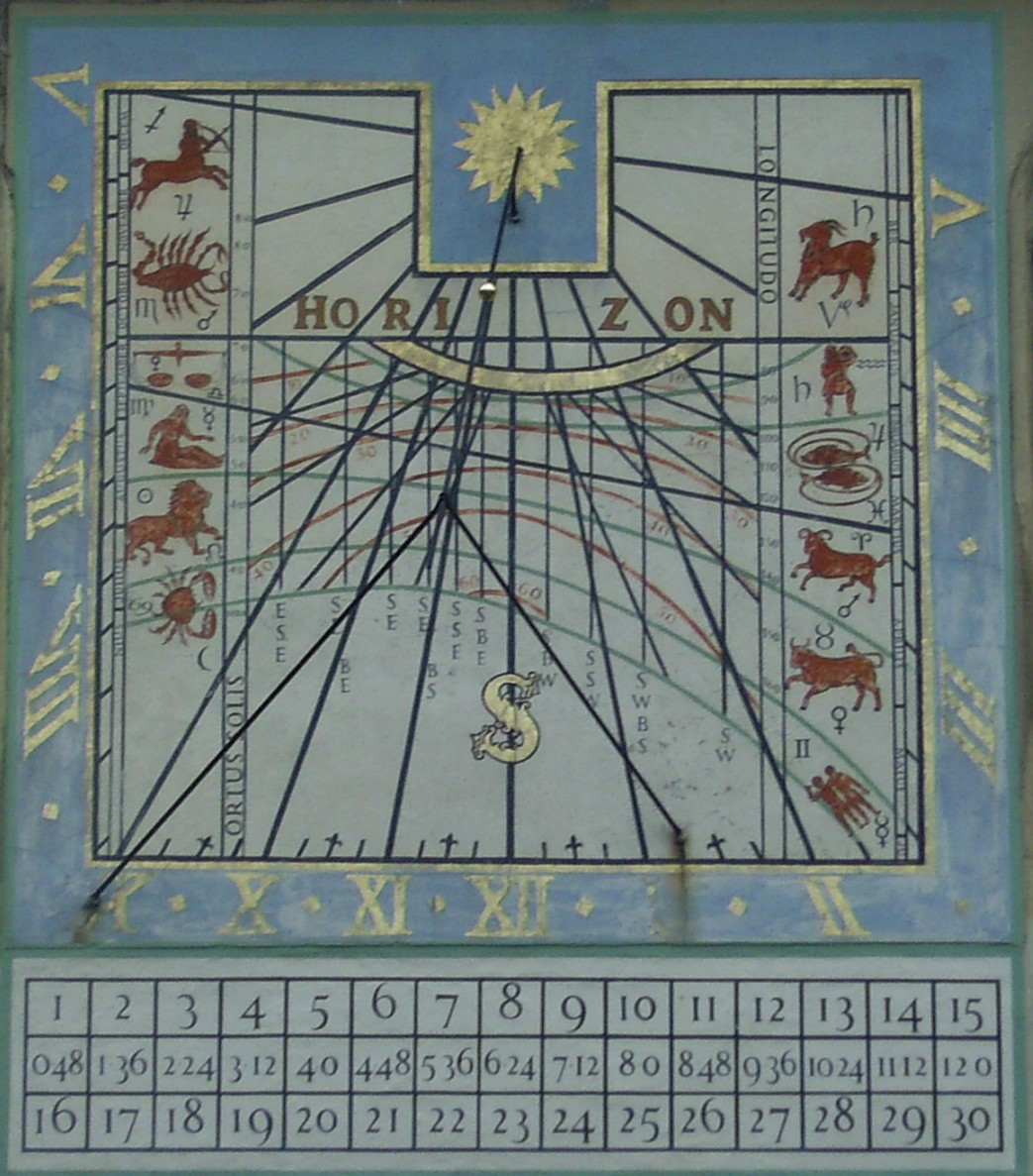
Лунные часы в Колледже Королевы в Кембриджском Университете (Queens' College, Cambridge). Внизу расположена таблица поправок на фазы Луны.

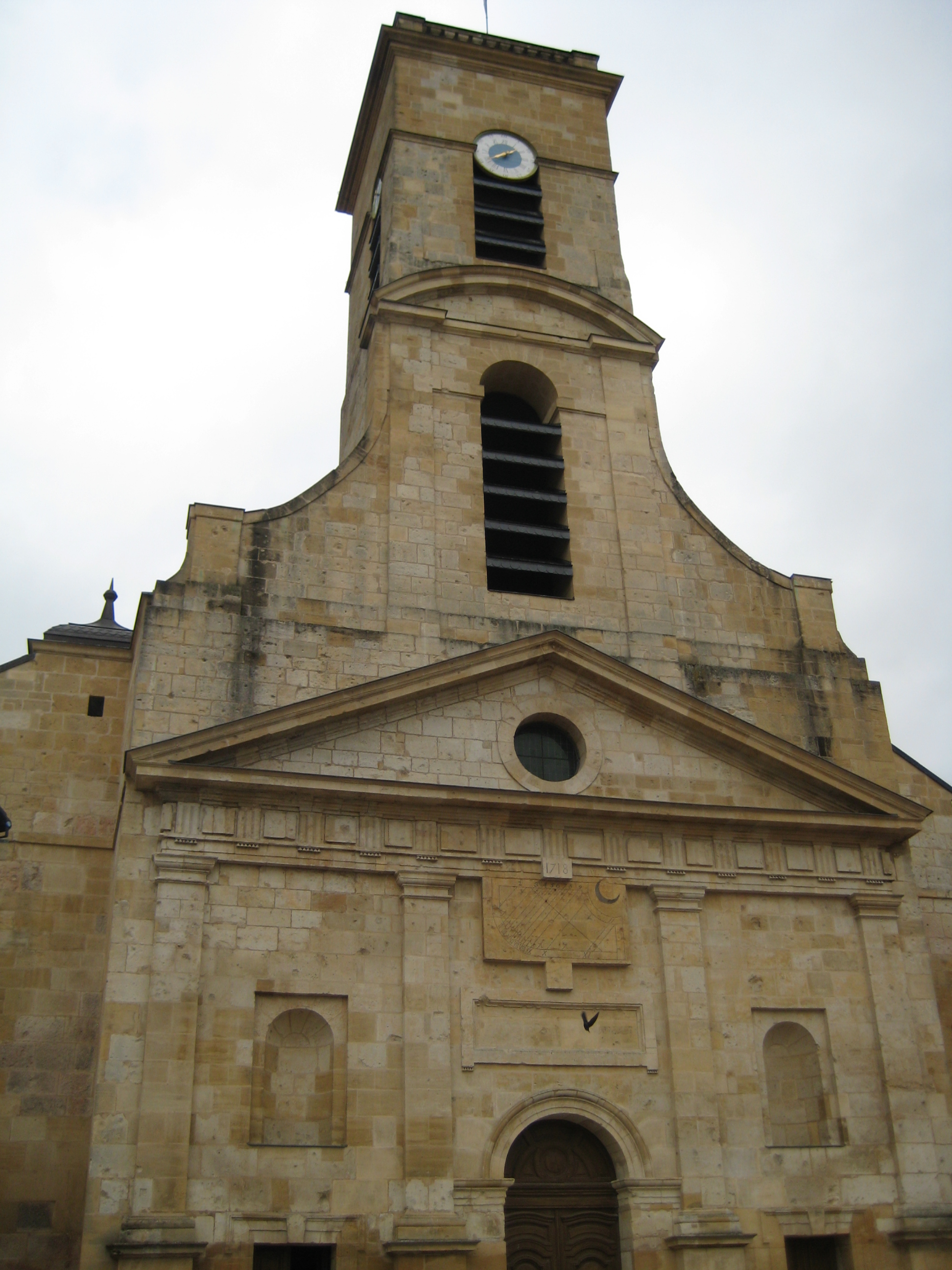
Лунные часы (над входом) во французском храме l'église Saint-Dagobert de Longwy.

Лунные часы — прибор для измерения времени, аналогичный по принципу действия солнечным часам. По причине того, что видимое движение Луны по небу совершенно отлично от движения Солнца, лунные часы показывают правильное время только в ночь полнолуния. За каждую следующую после полнолуния ночные часы отстают на 48 минут; каждую ночь до полнолуния — уходят вперёд на 48 минут. Таким образом, в ночь за неделю перед полнолунием или через неделю после полнолуния, из-за накопленной ошибки, часы будут спешить либо отставать на 5 часов 36 минут. Данное свойство присуще лунным часам простой конструкции.
Лунные часы более сложной конструкции могут оснащаться разного рода шкалами и номограммами для внесения поправок на фазу Луны и получения точного времени; они могут быть сконструированы с учётом широты и долготы места установки часов.
Орбита Луны не является круговой, и движение Луны вокруг Земли неравномерно. Хотя среднее время запаздывания между последовательными восходами Луны составляет порядка 48 минут, в реальности оно может изменяться от 20 минут до 1 часа 50 минут в зависимости от времени года, положения наблюдателя и положения Луны на орбите. Так, например, в средних широтах полная (и близкая к полной фазе) Луна в августе восходит каждый день приблизительно в одно и то же время. Показания лунных часов в этом случае будут соответственно отличаться.

## Другие значения
Лунные часы — прибор для слежения за фазами луны или определения точной даты лунного календаря.